# 기국공주
기국공주(岐國公主: ?-1264년?)는 금나라의 공주이며 칭기즈 칸의 카툰 중 하나다. 제4카툰으로서 제4오르도를 관장했다. 금 폐제의 딸이다.
1215년, 몽골군이 중도대흥부(오늘날의 북경)를 포위했다(중도 공방전). 금 선종은 배상금 지불 및 황실 여인과의 결혼을 제안하며 항복의 뜻을 밝혔고 칭기즈 칸은 이를 받아들였다. 당시 미혼인 금나라 공주는 총 일곱 명이 있었는데, 그 중 가장 아름다운 것이 기국공주였다. 논의 끝에 기국공주를 몽골에 시집 보내기로 했다. 기국공주의 행차에는 대장 10인, 병졸 100인, 시동시녀 500인, 옷감 3000 필, 말 3000 기, 그리고 수없이 많은 금은옥기가 지참금으로 보내졌고, 공주의 어머니 흠성부인 원씨도 동행했다. 몽골인들은 이들 일행을 매우 후대했고, 기국공주는 "공주 카툰"이라고 불렸다.
자식은 없었으나 오래 살았다. 아리크부카와 쿠빌라이가 계승권 전쟁을 벌일 때(1259년-1264년)까지 살아 있었다고 한다.